# Waipukurau
Waipukurau – miasto w Nowej Zelandii. Położone we wschodniej części Wyspy Północnej, w regionie Hawke’s Bay, 4 028 mieszkańców (dane szacunkowe – styczeń 2010).